# Heniochus
Genre
Heniochus est un genre de poissons de la famille des Chaetodontidae, que l'on appelle communément poissons cochers ou cochers. Il est natif du bassin Indo-Pacifique.

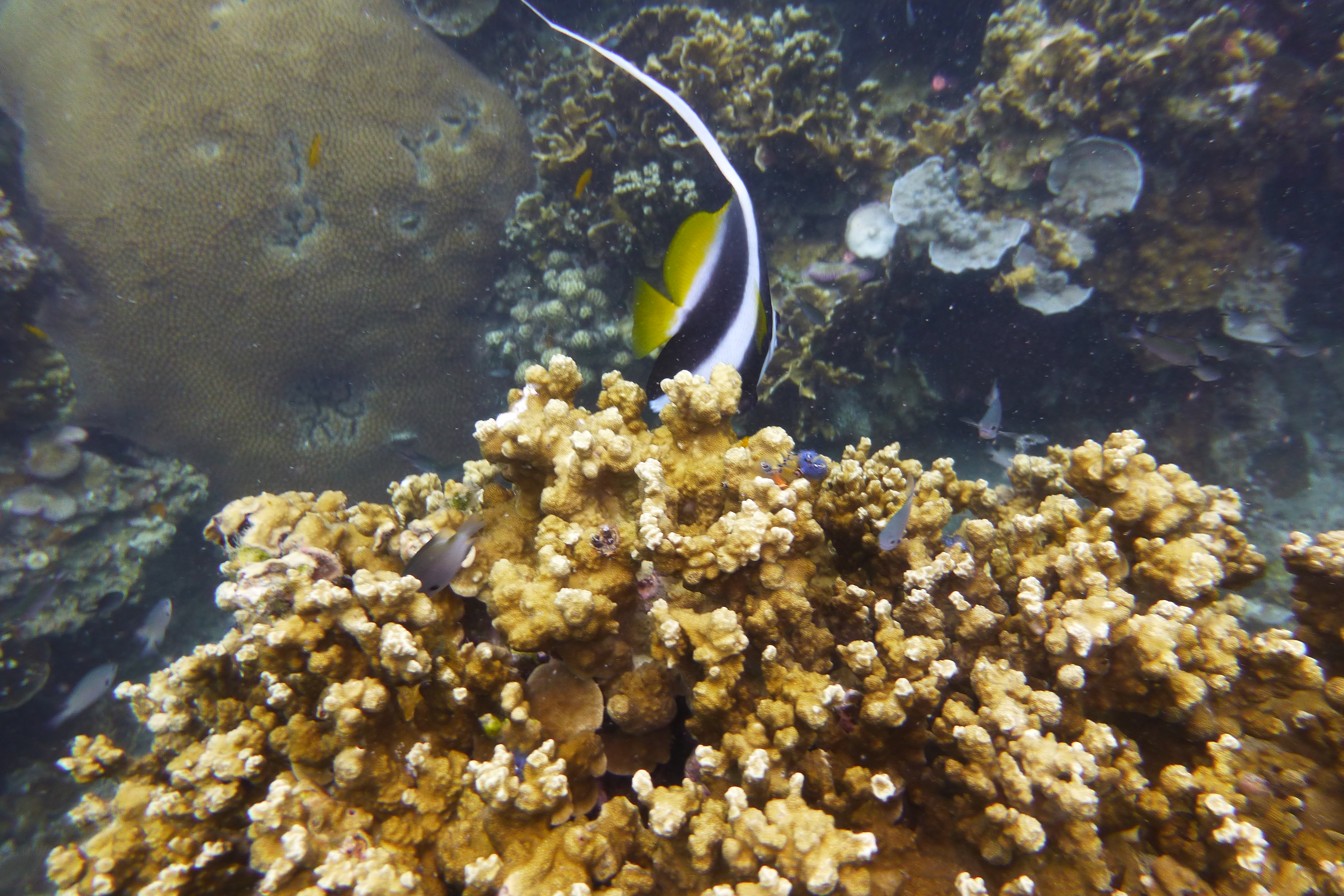
Poisson-cocher, île de Ko Tao, Thaïlande

Les Heniochus ressemblent à l'« idole des Maures » (Zanclus cornutus), mais celui-ci n'est pas apparenté aux poissons cochers.

## Étymologie
Ce nom de poisson-cocher lui vient de son long filament de sa quatrième épine dorsale qui rappelle le fouet d'un cocher.

## Liste des espèces
Selon FishBase (26 mars 2014), World Register of Marine Species (26 mars 2014) et ITIS (26 mars 2014) :
- Heniochus acuminatus (Linnaeus, 1758) — Poisson-cocher commun
- Heniochus chrysostomus Cuvier, 1831 — Poisson-cocher du Pacifique
- Heniochus diphreutes Jordan, 1903 — Poisson-cocher grégaire
- Heniochus intermedius Steindachner, 1893 — Poisson-cocher de mer Rouge
- Heniochus monoceros Cuvier, 1831 — Poisson-cocher masqué
- Heniochus pleurotaenia Ahl, 1923 — Poisson-cocher fantôme
- Heniochus singularius Smith & Radcliffe, 1911 — Poisson-cocher malais
- Heniochus varius (Cuvier, 1829) — Poisson-cocher noir ou cornu.

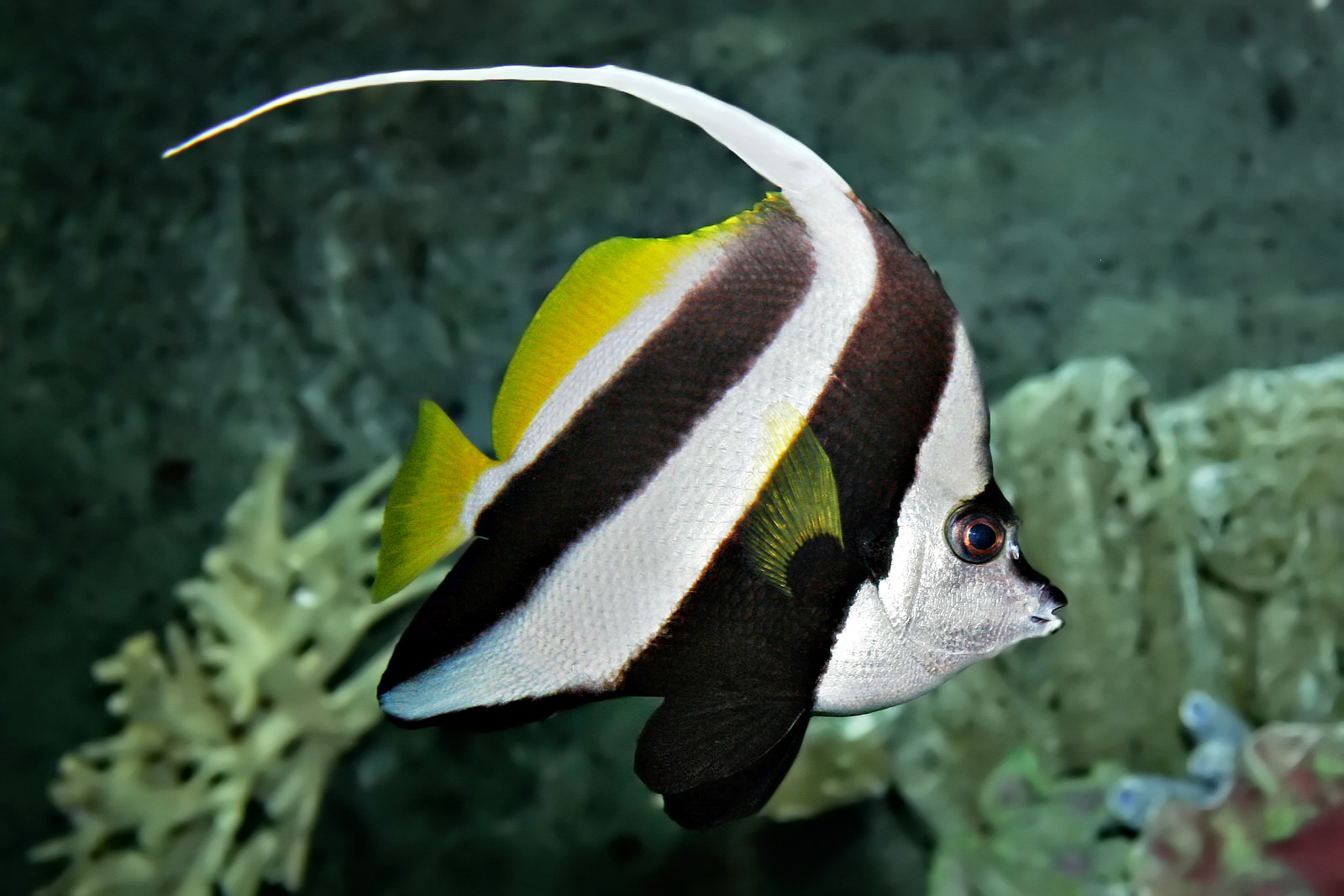
Heniochus acuminatus
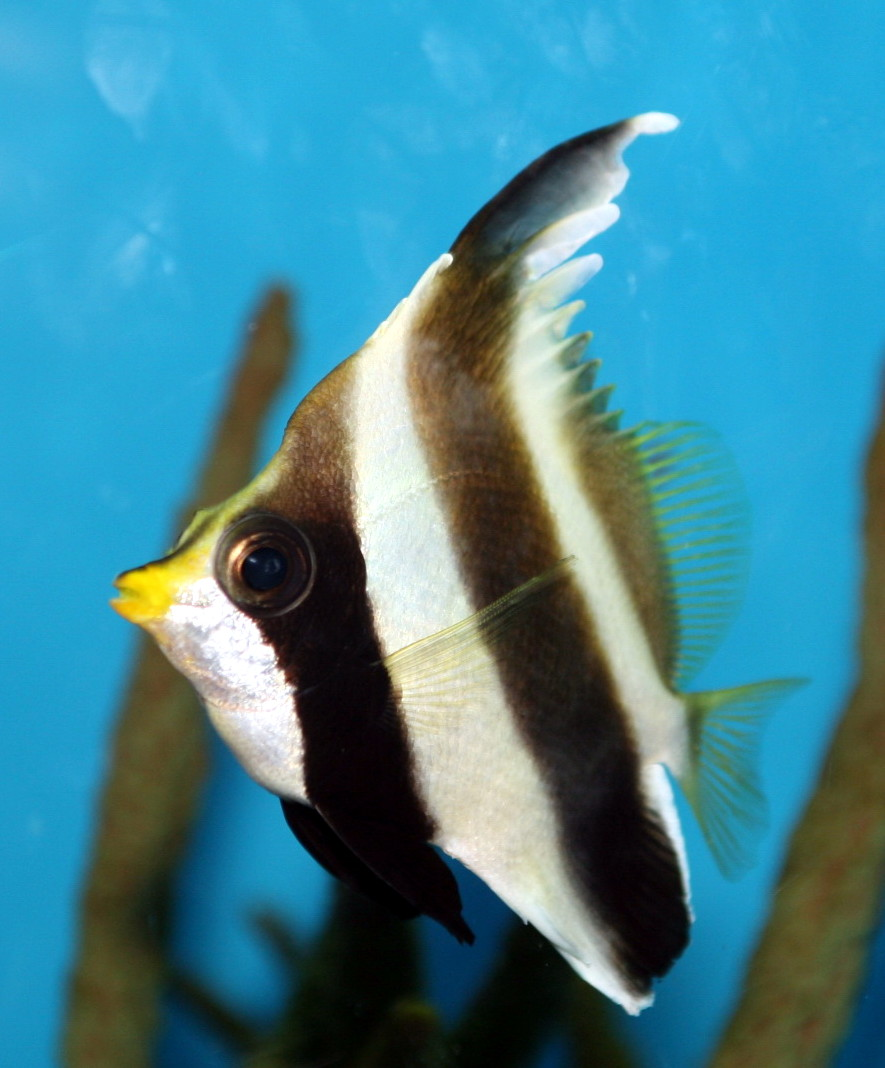
Heniochus chrysostomus
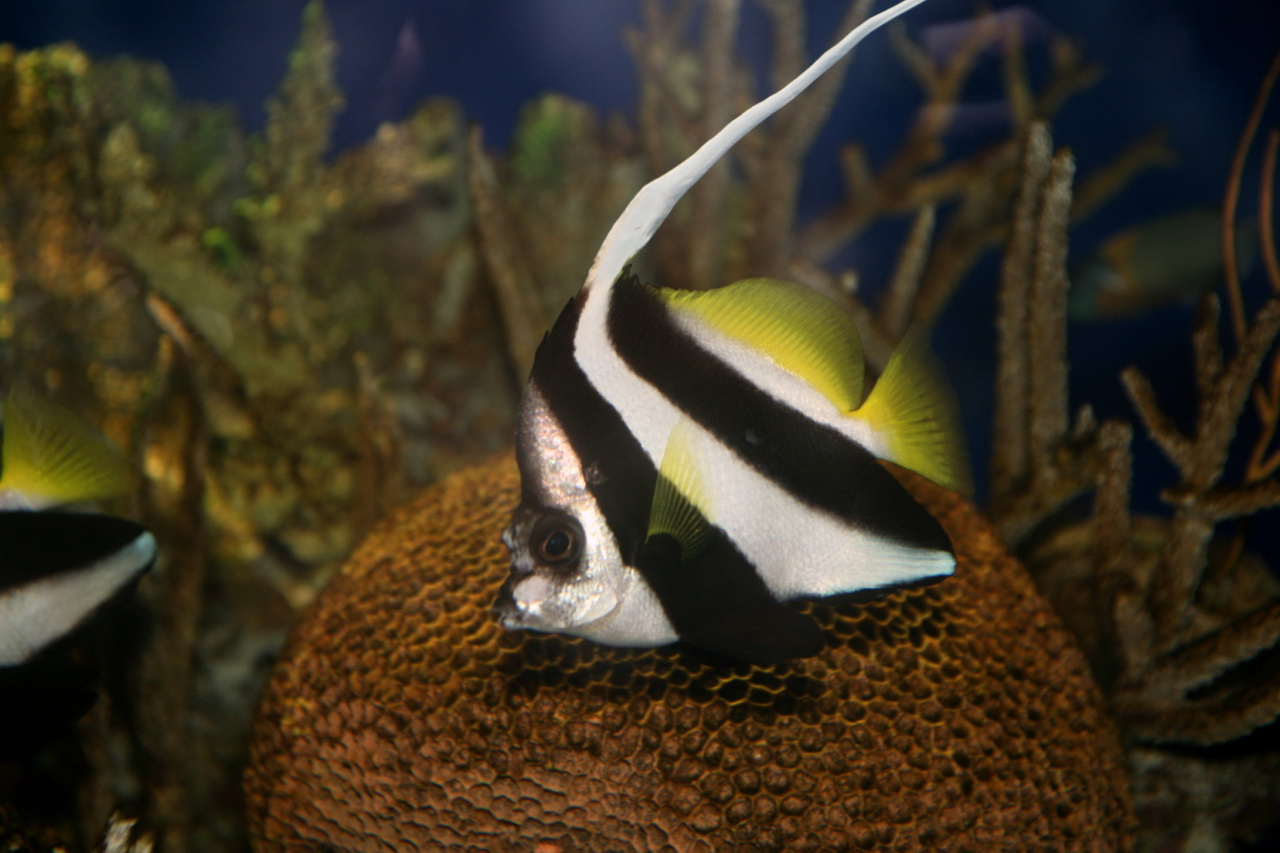
Heniochus diphreutes
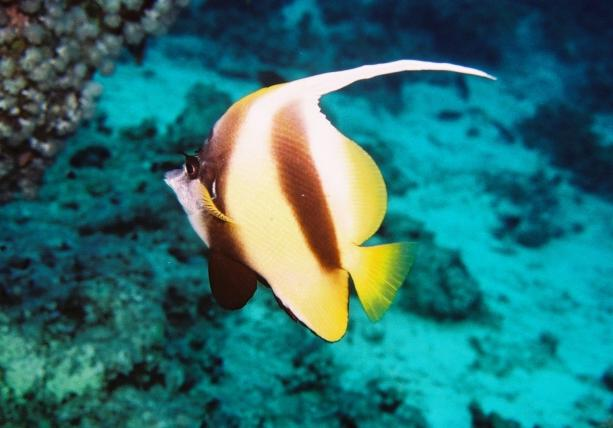
Heniochus intermedius
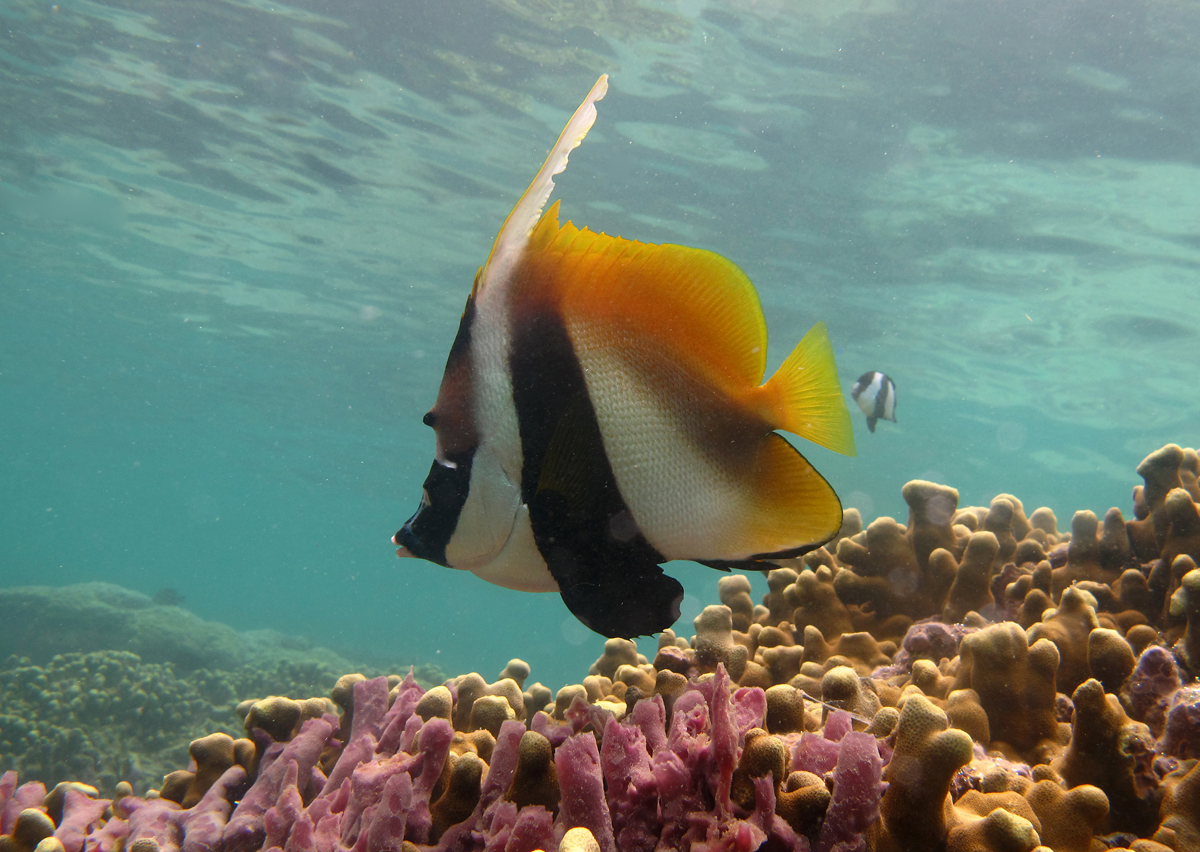
Heniochus monoceros
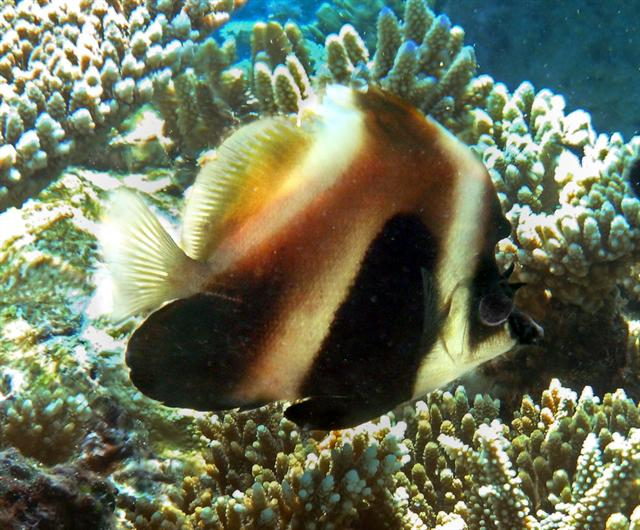
Heniochus pleurotaenia
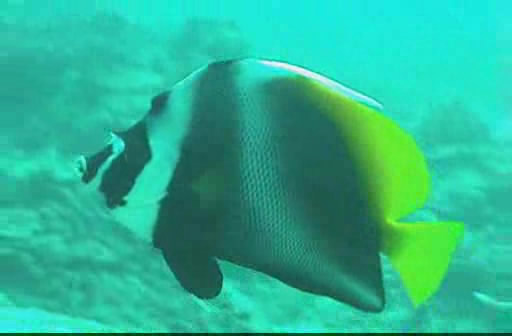
Heniochus singularius
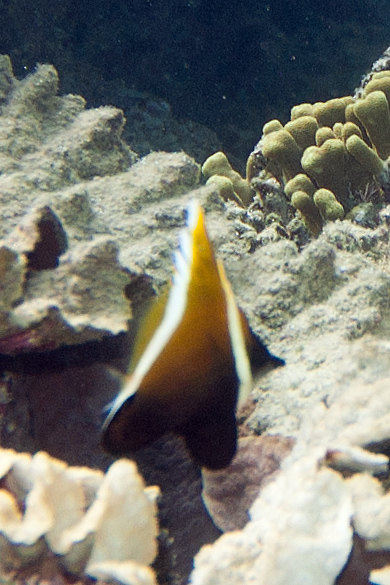
Heniochus varius